# Quadrupol

Aufbau eines elektrischen Quadrupols für den Spezialfall einer quadratischen Anordnung.
Die Ladung der roten Punkte beträgt +Q, die der blauen Punkte −Q.

Potential eines realen elektrischen Quadrupols

Potential eines elektrischen Punkt-Quadrupols

Ein Quadrupol entsteht aus der nebenstehend dargestellten Anordnung zweier entgegengesetzt-gleicher elektrischer oder magnetischer Dipole mit beliebigem Abstandsvektor, typischerweise {\displaystyle {\vec {a}}} genannt.
Allgemein kann einer beliebigen Ladungs- oder Stromverteilung, sofern sie nicht bestimmte Symmetrien besitzt, in zweiter Ordnung ein Multipolmoment zugeordnet werden. Dazu wird das eigentliche Potential durch eine Taylorentwicklung genähert. Dabei ergibt sich in dieser Multipolentwicklung u. a. auch ein Quadrupolmoment.

## Elektrischer Quadrupol
Ein elektrischer Quadrupol kann aus zwei gleich großen positiven und zwei ebensogroßen negativen Ladungen bestehen, die zwei entgegengesetzt-gleiche Dipole bilden. Im einfachsten Fall befinden sich die vier Ladungen in abwechselnder Anordnung an den Ecken eines Parallelogramms (in der Regel sogar eines Quadrates).

### Mathematische Beschreibung
Mathematisch präzise wird die Definition durch einen als „Quadrupol-Limes“ bezeichneten Grenzwertprozess, bei dem der Flächeninhalt des Parallelogramms gegen Null konvergiert, während gleichzeitig die Ladungsstärke der an den Ecken des Parallelogramms befindlichen Ladungen divergiert, und zwar so, dass das Produkt konstant bleibt, etwa {\displaystyle \{\lim _{a\to 0;\,a^{2}Q={\text{konst.}}}\dots \}\,,} wobei die Konstante positiv sein soll.
Das Quadrupolpotential {\displaystyle \phi _{\text{Q}}} ergibt sich als Überlagerung (Superposition) der Dipolpotentiale {\displaystyle \phi _{\text{D}}}:
{\displaystyle {\begin{aligned}\phi _{\text{Q}}({\vec {r}})&=\phi _{\text{D}}\left({\vec {r}}+{\dfrac {\vec {a}}{2}}\right)-\phi _{\text{D}}\left({\vec {r}}-{\dfrac {\vec {a}}{2}}\right)\\\ &={\vec {a}}\cdot {\vec {\nabla }}\phi _{\text{D}}({\vec {r}})+{\mathcal {O}}(|{\vec {a}}|^{3})\end{aligned}}}
Beim Übergang zur letzten Gleichung wurden die Taylorentwicklung benutzt und Terme der Größenordnung {\displaystyle |{\vec {a}}|^{3}} vernachlässigt.
Aus der Multipolentwicklung erhält man mit dem Kronecker-Delta {\displaystyle \delta } den Quadrupolmomenttensor {\displaystyle Q} mit SI-Einheit C·m²:
{\displaystyle Q_{kl}=\sum _{i=1}^{n}q_{i}(3r_{ik}\,r_{il}-(r_{i})^{2}\,\delta _{kl})}
bzw. für kontinuierliche Ladungsverteilungen:
{\displaystyle Q_{kl}=\int \rho ({\vec {r}}\,')\cdot (3r'_{k}\,r'_{l}-(r')^{2}\,\delta _{kl})\cdot \mathrm {d} ^{3}r'}
Dabei kann man erkennen, dass der Quadrupoltensor symmetrisch und spurfrei ist. Aufgrund der Symmetrie sind nur drei von sechs Nichtdiagonalelementen unabhängig, die Spurfreiheit begrenzt die drei Diagonalelemente auf zwei unabhängige. Somit werden die neun Einträge durch fünf Freiheitsgrade eingeschränkt, sodass sich die Berechnung oft abkürzen lässt.
Alternativ lässt sich das Potential auch darstellen als:
{\displaystyle {\begin{aligned}\phi _{\text{Q}}({\vec {r}})&={\frac {1}{8\pi \varepsilon _{0}}}{\frac {{\vec {r}}^{T}\cdot Q\cdot {\vec {r}}}{r^{5}}}\\&={\frac {1}{8\pi \varepsilon _{0}}}{\frac {r_{i}\cdot Q_{ij}\cdot r_{j}}{r^{5}}}\end{aligned}}}
wobei
- die einsteinsche Summenkonvention verwendet wurde und
- {\displaystyle \varepsilon _{0}} die elektrische Feldkonstante ist.

### Quantenmechanik
Elementarteilchen und zusammengesetzte Teilchen (Hadronen, Atomkerne) können nur dann ein elektrisches Quadrupolmoment besitzen, wenn ihr Gesamtspin 1 oder größer ist. Generell sind Multipolmomente 2n nur möglich bei Spin ≥ n⁄2. Ein magnetisches Quadrupolmoment würde die Zeitumkehrinvarianz verletzen.

### Anwendungen
In der Praxis wird jede Anordnung von vier abwechselnd gepolten Elektroden verkürzt als „Quadrupol“ bezeichnet, auch wenn sie kein reines Quadrupolfeld erzeugt.
Im Wechselspannungsbetrieb lässt diese Anordnung von einem entlang der Achse fliegenden Strahl geladener Teilchen nur Teilchen mit einem bestimmten Verhältnis von Masse zu Ladung durch. Daher wird diese Anordnung in Massenspektrometern verwendet.
Eine weitere Anwendung eines elektrischen Quadrupols ist der Hochfrequenz-Quadrupol-Beschleuniger.

## Magnetischer Quadrupol
Ein magnetischer Quadrupol besteht im einfachsten Fall aus zwei entgegengesetzt gerichteten magnetischen Dipolen im Abstand {\displaystyle {\vec {a}}}.
Anwendungen:
- Quadrupolmagnet: Fokussierungsmagnet in Teilchenbeschleunigern und Teilchen-Strahlführungen
- selektive Trennung in Massenspektrometrie-Systemen
- zusammen mit der Kernspinresonanzspektroskopie: Aussagen über die lokale Geometrie des Atomkerns in Festkörpern.

Ein sphärisches magnetisches Quadrupolfeld lässt sich zum Beispiel mit einer Maxwell-Spule erzeugen.

## Gravitation

Illustration des gravitativen Quadrupolmoments: eine zu einem Ellipsoid deformierte homogene sphärische Massenverteilung besitzt neben dem Monopol- ein Quadrupolmoment.

Im Gegensatz zum Elektromagnetismus gibt es für die Gravitation nur positive Ladungen, die Massen. Daher lässt sich ein gravitativer Quadrupol nicht wie oben über zwei Dipole definieren. Dennoch haben Massenverteilungen ein Quadrupolmoment, beispielsweise die Erde, da sie keine perfekte Kugel ist: Die Abplattung der Erde bedeutet, dass im Vergleich zu einer exakt sphärischen Massenverteilung (reiner Monopol) an den Polen Masse „fehlt“ und am Äquator ein „Überschuss“ vorliegt („Äquatorwulst“). Einige himmelsmechanische Phänomene, wie die Präzession der Erdachse und die dynamische Entwicklung der Bahnelemente von Satelliten, lassen sich mit dem daraus resultierenden Quadrupolmoment beschreiben.

## Gravitationswellen
In der Theorie der Gravitationswellen ist der Quadrupol von fundamentaler Bedeutung. Da es keine zeitlich veränderlichen gravitativen Dipole gibt, ist die niedrigste Ordnung von Gravitationswellen eine Quadrupolstrahlung, die in der Form der Ausbreitung der elektromagnetischen Quadrupolstrahlung entspricht.

## Höhere Multipole
Analog können höhere Multipole behandelt werden, sog. Oktupole beispielsweise durch alternierende Punktladungen auf den acht Ecken eines Parallelepipeds, z. B. eines Würfels der Kantenlänge a, mit dem „Oktupol-Limes“  {\displaystyle \{\lim _{a\to 0;\,a^{3}Q={\text{konst.}}}\dots \}} (oder allgemeiner: ein einziger 2l-Pol wird angenähert durch Überlagerung zweier verschobener 2(l−1)-Pole mit entgegengesetztem Vorzeichen).

## Fachliteratur
- Horst Stöcker: Taschenbuch der Physik. 4. Auflage, Verlag Harry Deutsch, Frankfurt am Main 2000, ISBN 3-8171-1628-4.